# زیردریایی آی-۳۱

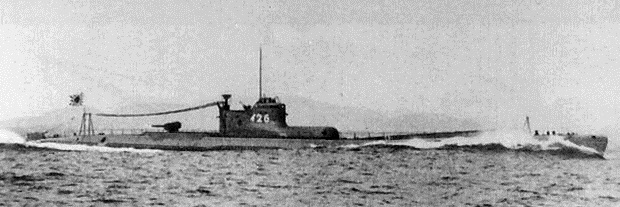
زیر دریایی ای-۳۱در حال اکتشاف

زیردریایی آی-۳۱ (به انگلیسی: Japanese submarine I-31) یک زیردریایی بود که طول آن 108.5 m (356.5 ft) بود. این زیردریایی در سال ۱۹۴۱ ساخته شد.